# 중앙당 (페로 제도)
중앙당(페로어: Miðflokkurin)은 기독교 민주주의를 표방하는 페로 제도의 보수 정당으로, 현재 예니스 아브 라나가 이끌고 있다. 사회 정책, 특히 동성애 관련 이슈에서 전통주의적인 입장을 취하고 있다.
2008년 총선에서 8.4%의 득표율로 33석 중 3석을 획득했으나, 2011년 득표율이 6.2%로 감소하면서 1석을 잃었다.